# Hipogej
Hipogej (hypogaeum - dobesedno pomeni 'pod zemljo', iz grške hypo (pod) in gaia (mati zemlja ali boginja zemlje) ) je podzemni tempelj ali grobnica.
Hipogej pogosto vsebuje niše za kremirane človeške ostanke ali lokule za pokop trupla. Občasno se tovrstne grobnice imenujejo grajene grobnice.
Hipogej se lahko nanaša tudi na katero koli antično zgradbo ali del stavbe, zgrajene pod zemljo, na primer niz predorov pod Kolosejem, v katerih so bili sužnji (zlasti sovražnikovi ujetniki) in živali, hkrati pa so se pripravljali na boj v gladiatorskih igrah. Živali in sužnje bi bilo mogoče kadar koli med pretepom spustiti skozi pododrje pod s peskom prekrito areno.

## Primeri
Zgodnji primer hipogeja je najden iz minojske bronaste dobe na Knososu na Kreti. Hogan ugotavlja, da je bil to podzemni obok v obliki čebelnjaka in vrezan v mehko skalo. Hipogej Ħal-Saflieni na Paoli na Malti je najstarejši primer prazgodovinskega hipogeja, najzgodnejša faza iz 3600–3300 pr. n. št.; gre za kompleks podzemnih komor, dvoran in prehodov, ki na treh nivojih pokrivajo približno 500 m², delno vklesanih, posnemajo tempeljsko arhitekturo in vsebujejo obsežno prazgodovinsko umetnost . V Larnaki na Cipru  je bila leta 1999 odkrita grobnica Lefkaritisa. 
Hipogej so našli tudi v dinastičnem Egiptu, na primer pri severni piramidi Mazghuna, južni piramidi Mazghuna in piramidi južna Sakara. Hipogej v starodavni Palmiri je vseboval lokule, zaprte s ploščami, na katerih so bili portretni reliefi in sarkofage z izklesanimi prizori družinskih banketov na njihovih pokrovih.
Kasnejši kristjani so zgradili podobna podzemna svetišča, kripte in grobnice, ki so jih poimenovali katakombe. Toda to je bila le razlika v imenu, bolj kot namen in rituali, arheološke in zgodovinske raziskave pa kažejo, da so bili dejansko enaki. Werner Jacobsen je napisal:
 »Tako kot drugi ambiciozni Rimljani so bili tudi škofijski svetniki iz 3. in 4. stoletja običajno pokopani v hipogejih na pokopališčih zunaj obzidja svojih mest; pogosto so samo njihovi čudeži na njihovih grobnicah povzročili, da so njihovi nasledniki sprejeli sodobnejše zasnove. V Dijonu je bil svetnik in škof Benignus (ok. 274) pokopan v velikem sarkofagu v komorni grobnici na rimskem pokopališču. Do 6. stoletja je grob že zdavnaj razpadel in so ga smatrali celo za poganskega, celo škof Gregorij iz Langresa.« 

## Druge podzemne konstrukcije
Druge izkopane konstrukcije, ki se ne uporabljajo v obredne namene, vključujejo grško-rimske kriptoportike. Tudi druge kulture so zgradile podzemne strukture, vključno zemljanke, železnodobni souterrain, kitajski yaodong ('hišna jama'), fogou (zgradba iz suhega kamna, ki jo najdemo v železni dobi ali rimsko-britanskih mestih v Cornwallu), erdstall (vrsta predora) in kiva (prostor, ki ga Pueblčani uporabljajo za obrede in politična srečanja).